# Jean-Pierre Coffe
Jean-Pierre Coffe, né le 24 mars 1938 à Lunéville (Meurthe-et-Moselle) et mort le 29 mars 2016 à Lanneray (Eure-et-Loir), est un animateur de radio et de télévision, humoriste, critique gastronomique, écrivain, chef-cuisinier et comédien français.
À la radio, il est sociétaire des Grosses Têtes sur RTL entre 1990 et 2010, puis à nouveau à partir de 2014. Entre-temps, il rejoint pour une saison On va s'gêner sur Europe 1. Par ailleurs, de 1998 à 2008, il anime Ça se bouffe pas, ça se mange, une émission gastronomique hebdomadaire sur France Inter.

## Biographie

### Enfance et formation
Jean-Pierre Coffe naît le 24 mars 1938 à Lunéville en Meurthe-et-Moselle,,. Fils unique de Pierre Victor Coffe, coiffeur, et de son épouse Gilberte dite Betty, il passe une grande partie de son enfance dans sa ville natale. Son père ne peut assister à sa naissance pour cause de service militaire. Mobilisé en 1937, il est affecté au 3e régiment de dragons portés. Alors qu'il participe à la bataille de France, il meurt au combat,,, le 5 juin 1940 à Pont-Remy dans la Somme,,. À 2 ans, Jean-Pierre Coffe devient ainsi pupille de la Nation. Il est élevé par sa mère qui reprend le salon de coiffure familial. Sa grand-mère, Marie, est cuisinière et son grand-père paternel, Victor, est jardinier et maraîcher à Lunéville.
Sa mère, tondue à la Libération, quitte la Lorraine pour Paris où Jean-Pierre poursuit sa scolarité dans un pensionnat.
En juin 1945 Jean-Pierre, qui a passé des moments difficiles en raison du manque de nourriture, a l'occasion d'améliorer ses conditions de vie lors d'un séjour en Suisse, grâce à la Croix-Rouge suisse qui permet à des petits orphelins français de venir passer deux mois de vacances dans ce pays qui a été préservé de la guerre. Il prend pour la première fois le train à la gare de Lunéville pour se rendre à Berne, où des familles d'accueil de toutes conditions sociales attendent les enfants pour les emmener dans leur maison. Pour lui, ce sera la rencontre avec M. et Mme Fleury, qui marquera profondément ses souvenirs par l'accueil chaleureux dont il a bénéficié et de son séjour dans leur ferme à Montmelon-Dessous, village qui se trouvait encore dans le Canton de Berne, avant l'indépendance en 1979 du Canton du Jura.
Dans la ferme des Fleury il découvre les tartines beurrées, la soupe de légumes, les vaches, les cochons, le chocolat et plus particulièrement le Toblerone, pour lui le comble de la gourmandise, de la sensualité et du péché absolu[réf. nécessaire]. Il y apprend aussi à nourrir les poules et les lapins, à traire, à atteler la carriole avec les juments pour porter le lait à pasteuriser à la laiterie voisine. Son chouchou parmi la ménagerie est un verrat, très connu dans tout le canton et pour lequel on amène de loin des truies pour la reproduction. Après ces deux mois, il retourne chez sa mère et y tombe malade. Il n’a alors qu’une idée en tête, retourner en Suisse. Sa mère finit par appeler le médecin, qui décrète qu'il est anémique et qu’il lui faut le grand air, ce qui lui permet de retourner en Suisse chez les Fleury pendant encore deux ans. Il considérera plus tard que même s'il n'a pas été à l'école en Suisse, c'est chez les Fleury et dans leur ferme qu'il a tout appris.
En 1975 et pendant un peu plus d'un an, il a hébergé l'actrice Nicole Courcel et sa fille, Julie Andrieu, comme l'a dit celle-ci dans quelques interviews, pour son hommage à Jean-Pierre Coffe, en 2016. 
À l'âge de 13 ans, il se prend de passion pour le théâtre, où sa mère l'emmène de temps en temps. Ses études terminées, il s'inscrit au Cours Simon et exerce des petits boulots de nuit pour subvenir à ses besoins.

### Carrière

#### Débuts
Pendant la guerre d'Algérie Jean-Pierre Coffe effectue trois années de service militaire, à la Météorologie nationale et au fort de Saint-Cyr, où il côtoie notamment Max Gallo. Il crée un journal antimilitariste intitulé Le Temps, qui sera interdit de parution à la troisième édition.
Rendu à la vie civile, il passe une petite annonce dans Le Figaro : « Ne sait rien faire, mais plein de bonne volonté. » Il travaille comme représentant pour la marque de papier à cigarette JOB, puis devient directeur de publicité aux Éditions Robert Laffont. Il a alors un grave accident de la route et sa convalescence durera deux ans.
Une fois rétabli, il fonde sa propre agence de relations publiques ainsi que l'association « Les Grand-mères au pair » au début des années 1970, qui a pour but de placer des personnes âgées dans des familles pendant les vacances. Cette initiative permet de placer environ cinq mille personnes âgées. Malgré cela, son agence fait faillite et Jean-Pierre Coffe se retire dans sa maison de campagne.
En 1976 il ouvre à Paris successivement le restaurant La Ciboulette, rue Saint-Honoré, puis Le Modeste qui devient un lieu prisé de la nuit parisienne. Certains de ses clients sont célèbres, comme Jean Poiret ou Jean Carmet. Il est victime d'escroquerie par un homme d'affaires libanais en 1985 et fait faillite à nouveau, avec plus de trois millions de francs de dettes. Il travaille alors comme meneur de revue à l'Alcazar de Paris.
En 1978 il s'associe avec un homme d'affaires qui fait construire un hôtel de luxe, Le Hamack, à Saint-François en Guadeloupe, dont il devient le chef cuisinier du restaurant, qu'il nomme La Ciboulette Guadeloupe. Selon ses mémoires, il aurait été à l'origine du choix de cet hôtel au détriment de l'hôtel Méridien de l'île comme cadre de la conférence de la Guadeloupe, une réunion informelle de trois jours en janvier 1979 de quatre chefs d’État : les présidents français Valéry Giscard d'Estaing et américain Jimmy Carter, le Premier ministre britannique James Callaghan et le chancelier ouest-allemand Helmut Schmidt. Alors que le président américain prolonge son séjour dans l'hôtel avec sa femme et sa fille après la conférence, il aurait refusé de lui servir les hamburgers demandés, indiquant ne faire que de la cuisine française.

#### À la radio
En septembre 1990 Jean-Pierre Coffe rejoint l'équipe des Grosses Têtes de Philippe Bouvard sur RTL, émission à laquelle il participe assez fréquemment. Il la quitte en septembre 2010, date à laquelle il intègre l'émission On va s'gêner sur Europe 1, présentée par Laurent Ruquier, qu'il quitte après une saison en 2011. En 2014 il revient dans Les Grosses Têtes sur RTL après l'arrivée à la présentation de Laurent Ruquier.
De 1998 à juin 2008 il anime l'émission Ça se bouffe pas, ça se mange sur France Inter, tous les samedis de midi à 13 heures. À la fin de l'émission du 21 juin 2008 il annonce sa mise à la retraite par la direction de France Inter.
Ses « coups de gueule » à la radio et à la télévision restent mémorables, notamment le jour où il a jeté de la charcuterie « industrielle » au visage de Jean-Luc Delarue. Dans une émission des Grosses Têtes, après qu'il eut défendu ses opinions, Philippe Bouvard et Olivier de Kersauson s'amusent à le contrarier afin d'amplifier ses colères devenues la cible des imitateurs. Olivier de Kersauson se met alors à l'imiter, tout comme le feront ensuite Guy Montagné, Laurent Gerra, Laurent Ruquier, Jean-Éric Bielle ou encore Les Guignols de l'info. De plus, Jean-Pierre Coffe exprime ses plaisirs gustatifs parfois de manière grivoise, ce qui accentue encore les plaisanteries, surtout dans l'émission des Grosses Têtes, chez Laurent Gerra et chez Laurent Ruquier (On n'est pas couché). Ainsi, sa célèbre phrase « Mais c'est d'la merde ! » est devenue aussi célèbre que ses lunettes rondes colorées.

#### À la télévision

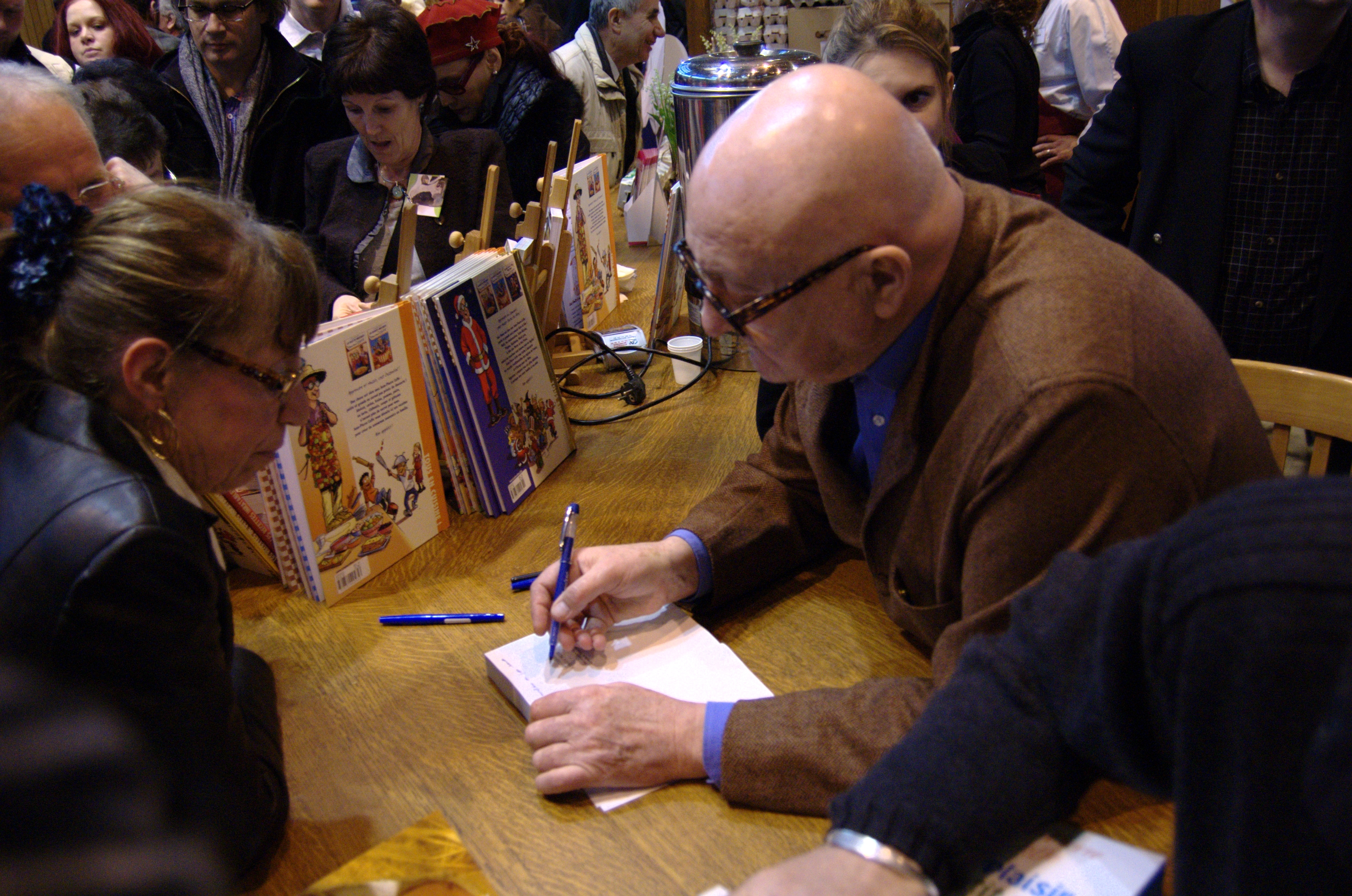
Jean-Pierre Coffe au salon de l'agriculture 2009.

Le 4 novembre 1984 Jean-Pierre Coffe entre à Canal+ pour assurer un certain nombre de chroniques jusqu'en 1990 dans les émissions que présentait Michel Denisot (Le 7-9, Zénith, Direct). Sa chronique se poursuit dans La Grande Famille, animée par Michel Denisot puis Jean-Luc Delarue. Elle est complétée par la séquence "du marché", où il parcourt les marchés en compagnie d'une personnalité, avec pour seule règle de préparer 4 repas pour 4 personnes dans un budget de 200 francs.
Il entre dans le service public en décembre 1993 où il présente sur France 3 une émission à l'attention des enfants, Comment c'est fait ?, suivie en 1994 de C'est tout Coffe avec Jonathan Lambert dans le rôle du candide, sur France 2.
Il passe à TF1 en 1999 et présente Bien jardiner, produit par Jean-Luc Delarue. La décision de ce dernier d'y mettre fin rapidement enterre leur amitié : « Delarue, on ne le mange pas. On le vomit ! Nous n'avons plus rien à nous dire. »
À partir de 2003, il rejoint Michel Drucker à France 2 où il est chroniqueur culinaire dans l'émission Vivement dimanche prochain. Le 5 septembre 2012, il annonce qu'il quitte l'émission afin de se consacrer à l'écriture.
À partir du 1er octobre 2013, il devient chroniqueur dans Jusqu'ici tout va bien, émission de France 2 présentée par Sophia Aram, qui est confrontée à de faibles audiences. Il quitte le poste après deux numéros, déçu du manque de concept de l'émission.

#### Auteur
Jean-Pierre Coffe écrit un monologue de théâtre, Descente aux plaisirs, mis en scène en 1997 par Pierre Mondy et interprété par Annie Girardot, qui fut un cinglant échec commercial en raison de la maladie d'Annie Girardot, et une saynète Dieu et le Diable mise en scène en 2012 par Stéphanie Tesson et interprétée par Frédéric Almaviva et Jean-Christophe Lecomte.
En 2012, il préface le livre Adoptez la Slow Cosmétique du journaliste belge Julien Kaibeck, paru aux éditions Leduc, dans lequel il dénonce avec l'auteur la présence d'ingrédients sujets à caution dans les cosmétiques conventionnels.

#### Publicité

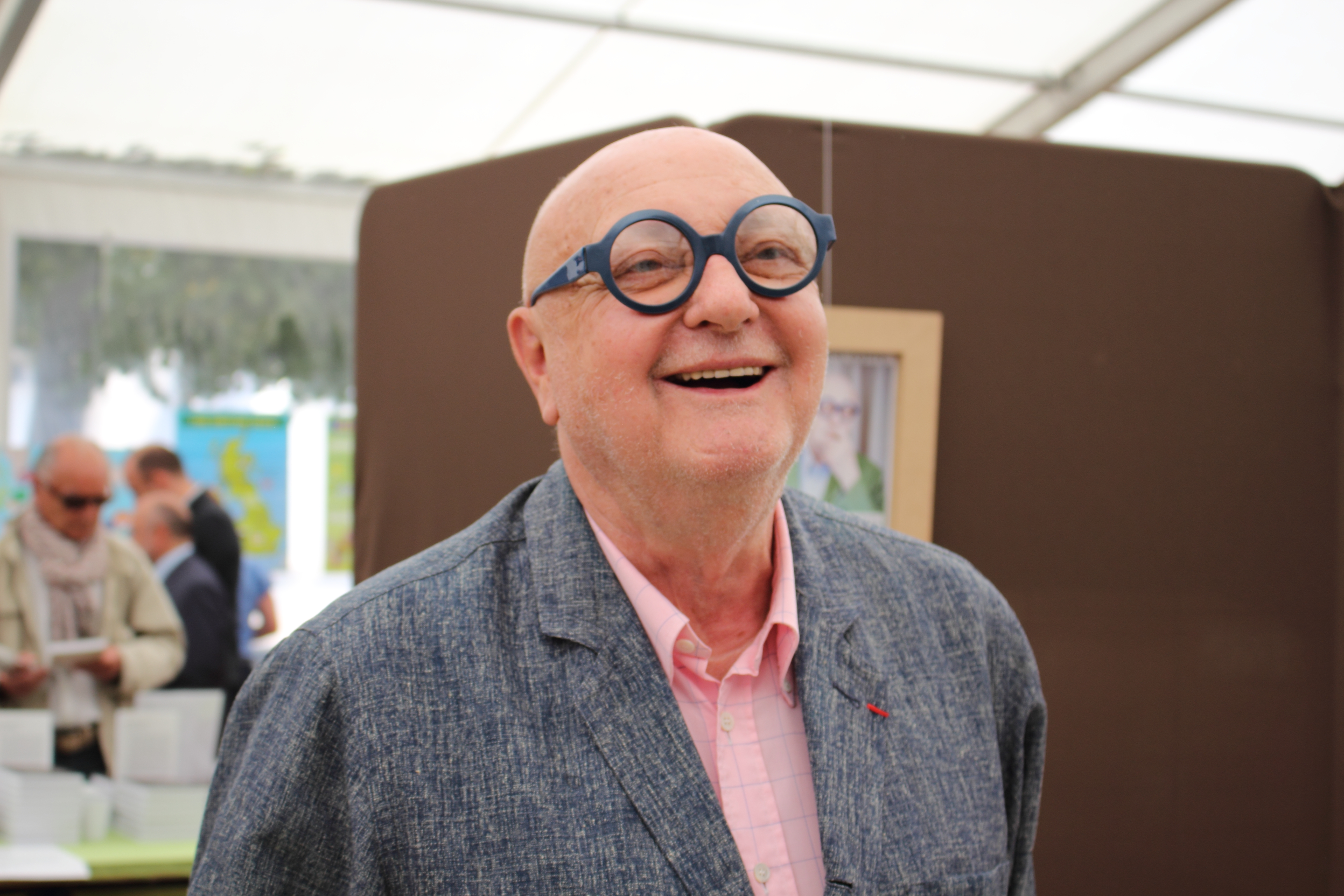
Jean-Pierre Coffe lors du salon « Le livre sur la Place », en 2015.

En 1997, Jean-Pierre Coffe apparaît dans les spots publicitaires pour le fabricant d’électroménager Siemens.
En 2001, il apparaît dans un spot publicitaire pour les produits de régime Weight Watchers.
En 2009, le défenseur des aliments sains et naturels devient la vedette d'une campagne d'affichage pour l'enseigne française Leader Price. Critiqué pour cette campagne, il certifie, dans un courriel adressé à ses détracteurs qui s'étaient exprimés par le biais de son site, avoir voulu « améliorer la qualité » de cette enseigne, s'engageant à proposer bientôt des kits à bas prix, contenant tout le nécessaire pour réaliser des « plats complets à prix exceptionnels ». « Ne portez pas de jugement hâtif et violent sans m'avoir mis à l'épreuve », conclut-il.

### Vie privée

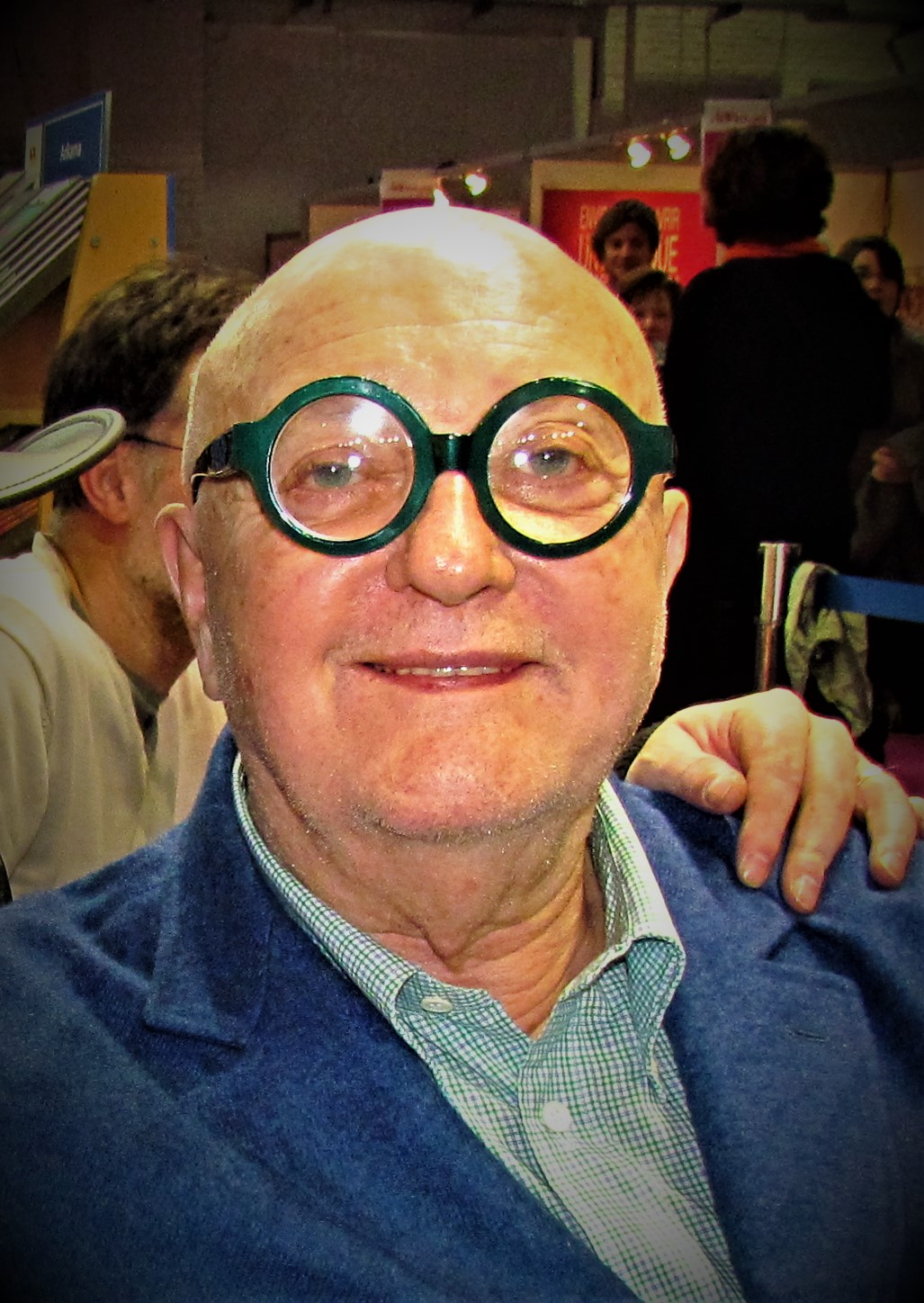
Jean-Pierre Coffe à la Foire du livre de Bruxelles en 2012.

Durant sa jeunesse, Jean-Pierre Coffe a un grave accident de voiture, qui l'a longtemps laissé handicapé et obligé à se mouvoir avec des cannes.
Jean-Pierre Coffe se déclare bisexuel, notamment en 2011 au micro de MFM Radio et en 2013 dans l'émission La Parenthèse inattendue de France 2.
Marié trois fois à des femmes, Jean-Pierre Coffe vit ses dernières années avec un homme — avec lequel il s'est pacsé — et déclare en 2013 être prêt à se marier avec lui.
Jean-Pierre Coffe a eu un fils, mort peu après sa naissance, et une belle-fille, morte à 35 ans. Il a par ailleurs un fils adoptif et a recueilli quelques années la jeune Julie Andrieu.

### Mort
En avril 2015, Jean-Pierre Coffe laisse entendre qu'il est atteint d'une grave maladie, en déclarant à François-Régis Gaudry être « en phase terminale ».
Atteint de la maladie de Parkinson, il meurt dans la nuit du 28 au 29 mars 2016, à l'âge de 78 ans, d'une crise cardiaque dans sa demeure de Lanneray,. De nombreuses personnalités lui rendent hommage. Il est incinéré et ses cendres sont dispersées dans le jardin de sa dernière demeure.

## Décorations
Le 11 juillet 2014, sur proposition du ministre de l'Agriculture, de l'Agroalimentaire et de la Forêt, Stéphane Le Foll, Jean-Pierre Coffe est nommé chevalier de la Légion d'honneur pour ses « trente-sept ans de services » en tant que « journaliste gastronomique ». Le 11 mars 2015, le président de la République française, François Hollande, lui en remet les insignes lors d'une cérémonie officielle.
- Chevalier de la Légion d'honneur
- Commandeur de l'ordre du Mérite agricole[42].

## Politique
Lors des élections municipales de 2014 à Paris, Jean-Pierre Coffe soutient la candidate PS Anne Hidalgo.

## Publications
Jean-Pierre Coffe est l’auteur d’une trentaine de livres (guides culinaires, livres de recettes, conseils de jardinage, essais) :

### Autobiographie
- Une vie de Coffe, éd. Stock, 2015.

### Recueil de nouvelles
- Ces messieurs-dames de la famille, éd. Plon, 2011.

### Livre d'histoire
- La véritable histoire des jardins de Versailles, éd. Plon, 2007.

### Livres destinés aux enfants
- Ce que nous mangeons, éd. Seven 7, 2005.
- Les Recettes inratables de Jean-Pierre Coffe, éd. Jungle. 2007.

### Livres de cuisine
- Comme à la maison, Tome 1, éd. Plon, 1993.
- Comme à la maison, Tome 2, éd. Plon, 1994.
- Au bonheur des fruits, éd. Balland, 1996.
- À table en famille avec 15 euros par jour, éd. Plon, 2002.
- Mon Marché Gourmand, éd. Plon, 2003.
- Les recettes de cuisine de Vivement dimanche prochain, éd. Plon, 2006.
- SOS Cuisine, éd. Stock, 2006.
- Le plaisir à petit prix : Bien manger en famille pour moins de 9 euros par jour, éd. Plon, 2008. Livre de cuisine.
- Recevoir vos amis à petit prix, éd. Plon, 2010.
- Toutes les recettes de Vivement dimanche, éd. Flammarion, 2013.

### Livres de jardinage
- Le Potager Plaisir, éd. Plon, 1998.
- Fleur Bonheur, éd. Plon, 1999.
- Le Verger Gourmand, éd. Plon, 2000.
- Les Arbres et arbustes que j'aime, éd. Plon, 2007. Guide de Jardinage.

### Guides d'achat
- Le Marché, éd. Plon, 1998.
- Le Guide Coffe des pépinières, éd. Plon, 2000. .
- Mes vins préférés à moins de 10 euros édition 2003, éd. Plon, 2002.
- Mes vins préférés à moins de 10 euros, édition 2004, éd. Plon, 2003.
- Mes vins plaisirs à moins de 10 euros, éd. Plon, 2005.
- Le Coffe Malin, éd. Stock, 2005.

### Guides gourmands, bonnes adresses
- À vos paniers, éd. Balland, 1993.
- Coffe 1995, éd. Balland, 1995.

### Essais
- Gourmandise au singulier, éd. Le Pré aux Clercs, 1979.
- Le bon vivre, éd. Le Pré aux Clercs, 1989.
- Le vrai vivre, éd. Le Pré aux Clercs, 1989.
- Au secours le goût, éd. Le Pré aux Clercs, 1992.
- De la vache folle en général et de notre survie en particulier, éd. Plon, 1997.
- CONSsommateurs révoltons-nous, éd. Plon, 2004.
- Arrêtons de manger de la merde !, éd. de Noyelle, 2013.

## Théâtre
- 1976 : Le Genre humain de Jean-Edern Hallier, mise en scène Henri Ronse, Espace Cardin.

## Filmographie

### Cinéma
- 1972 : What a Flash! de Jean-Michel Barjol
- 1976 : Les Œufs brouillés de Joël Santoni : le maire
- 1977 : Le Dernier Baiser de Dolorès Grassian
- 1978 : Violette Nozière de Claude Chabrol : Dr Déon
- 1979 : L'Associé de René Gainville : l'employé du muséum d'histoire naturelle
- 1979 : La Clé sur la porte d'Yves Boisset : le collègue prof
- 1979 : Ils sont grands, ces petits de Joël Santoni : Charles, l'ex-mari
- 1979 : Au bout du bout du banc de Peter Kassovitz : le mari de Brigitte
- 1980 : Gros-Câlin de Jean-Pierre Rawson : le père Joseph
- 1984 : Un amour de Swann de Volker Schlöndorff : Aime
- 1985 : Sac de nœuds de Josiane Balasko : le commissaire de police
- 1985 : Auto défense d'Hervé Lavayssière (court-métrage) : un docteur
- 1986 : Triple Sec d'Yves Thomas (court-métrage)
- 1986 : Suivez mon regard de Jean Curtelin (court-métrage)
- 2000 : Noël et les Garçons de Jean-Marc Vincent (court-métrage) : le père Noël
- 2008 : Mia et le Migou de Jacques-Rémy Girerd : Nénesse (Voix)
- 2013 : C'est bon de Serge Elissalde et Amandine Fredon : le narrateur (Voix)

### Télévision
- 1979 : Monsieur Liszt de Claude Chabrol[44], épisode de la série Il était un musicien[45] ;
- 1980 : Fantômas, feuilleton TV de Claude Chabrol et Juan Luis Buñuel
- 1980 : Sam et Sally de Joël Santoni, épisode : La Malle
- 1981 : Monsieur Liszt de Claude Chabrol
- 1988 : Tarama et les Mines du Roi Saumon des Nuls
- 1995 : Une page d’amour de Serge Moati avec Miou-Miou et Jacques Perrin
- 2002 : La Bataille d’Hernani de Jean-Daniel Verhaeghe
- 2003 : Les Thibault de Jean-Daniel Verhaeghe
- 2006 : Trois jeunes filles nues, opérette mise en scène par Francis Perrin : l'auteur des Folies Bocagères

Pour Pierre Tchernia, Jean-Pierre Coffe coécrit avec Catherine Grello le documentaire Jean Carmet, la liberté d'abord, hommage à l'acteur Jean Carmet diffusé le 17 avril 1997 en ouverture de la Nuit Jean Carmet de Canal+ et un cinquante-deux minutes consacré à Depardieu vigneron.

## Discographie
- 2009 : chanson Hymne à l'asperge.